# Велике Мішкове
Вели́ке Мішкове́ — село Амвросіївської міської громади Донецького району Донецької області, Україна.

## Загальні відомості
Відстань до райцентру становить близько 16 км і проходить автошляхом місцевого значення.
Землі села межують із територією с. Петрівське Шахтарського району Донецької області.
Неподалік від села розташований регіональний ландшафтний парк Донецький кряж та геологічна пам'ятка природи місцевого значення Балка Журавльова.
Унаслідок російської військової агресії із серпня 2014 р. Велике Мішкове перебуває на території ОРДЛО.

## Символіка
На честь засновника, донського козацького старшини Микити Мішкова, в нижній частині герба покладені золотий козацький хрест та золотий мішок (герб є промовистим), з відсилками до його професії та прізвища. Центральна фігура герба - в'яз, оповитий ланцюгами. В самому центрі проти клубу росте старий в'яз. Місцеві вважають, що його висадили ще у 1812 році. Зелений колір щит отримав від регіонального ландшафтного парку "Донецький кряж" та геологічної пам'ятки природи "Балка Журавльова", що знаходяться неподалік.

## Історія
Село виникло у 18 ст. як хутір Мішкова, а з початку 19 ст. вже стає слободою - Велика Мішкова. Назву отримало від засновника - донського козацького старшини Микити Мішкова, якому ці землі були надані за низку успішних воєнних операцій у російсько – турецькій війні 1768 – 1774 рр. Особливо він відзначився 1770 року у битві при Ганцурі (Молдова). Його загоном донських козаків було знищено до 300 і взято в полон 78 татар, видобуто 4 гармати та 2 стяги.
Село постраждало внаслідок геноциду українського народу, вчиненого урядом СРСР у 1932—1933 роках, кількість встановлених жертв — 101 людина.

## Населення
За даними перепису 2001 року населення села становило 859 осіб, із них 83 % зазначили рідною мову українську, 16,18 % — російську та 0,12 % — циганську мову.